# NGC 6604
NGC 6604 je mladá otevřená hvězdokupa v souhvězdí Hada. Od Země je vzdálená asi 5 530 světelných let. Objevil ji William Herschel 15. července 1784.
Na obloze se dá najít i menšími dalekohledy asi 1,5° severně od Orlí mlhoviny. Její hvězdná velikost je 6,5 a její nejjasnější hvězda, která je zároveň vícenásobnou hvězdou, má velikost 7,4. Ostatní členové hvězdokupy mají hvězdnou velikost 9 a slabší.
Hvězdokupa je velmi mladá, její stáří se odhaduje na 6,5 milionu roků. Je součástí OB asociace nazvané Serpens OB2, která obsahuje asi 100 hvězd spektrálních tříd O a B.
Hvězdný vítr a záření těchto mladých hvězd stlačuje hmotu mlhoviny, která je obklopuje, a tak v mlhovině mohou vznikat nové hvězdy.
Tato mlhovina má označení Sh2-54.